# Ganoderma oregonense
Ganoderma oregonense är en svampart som beskrevs av Murrill 1908. Ganoderma oregonense ingår i släktet Ganoderma och familjen Ganodermataceae.   Inga underarter finns listade i Catalogue of Life.

## Källor

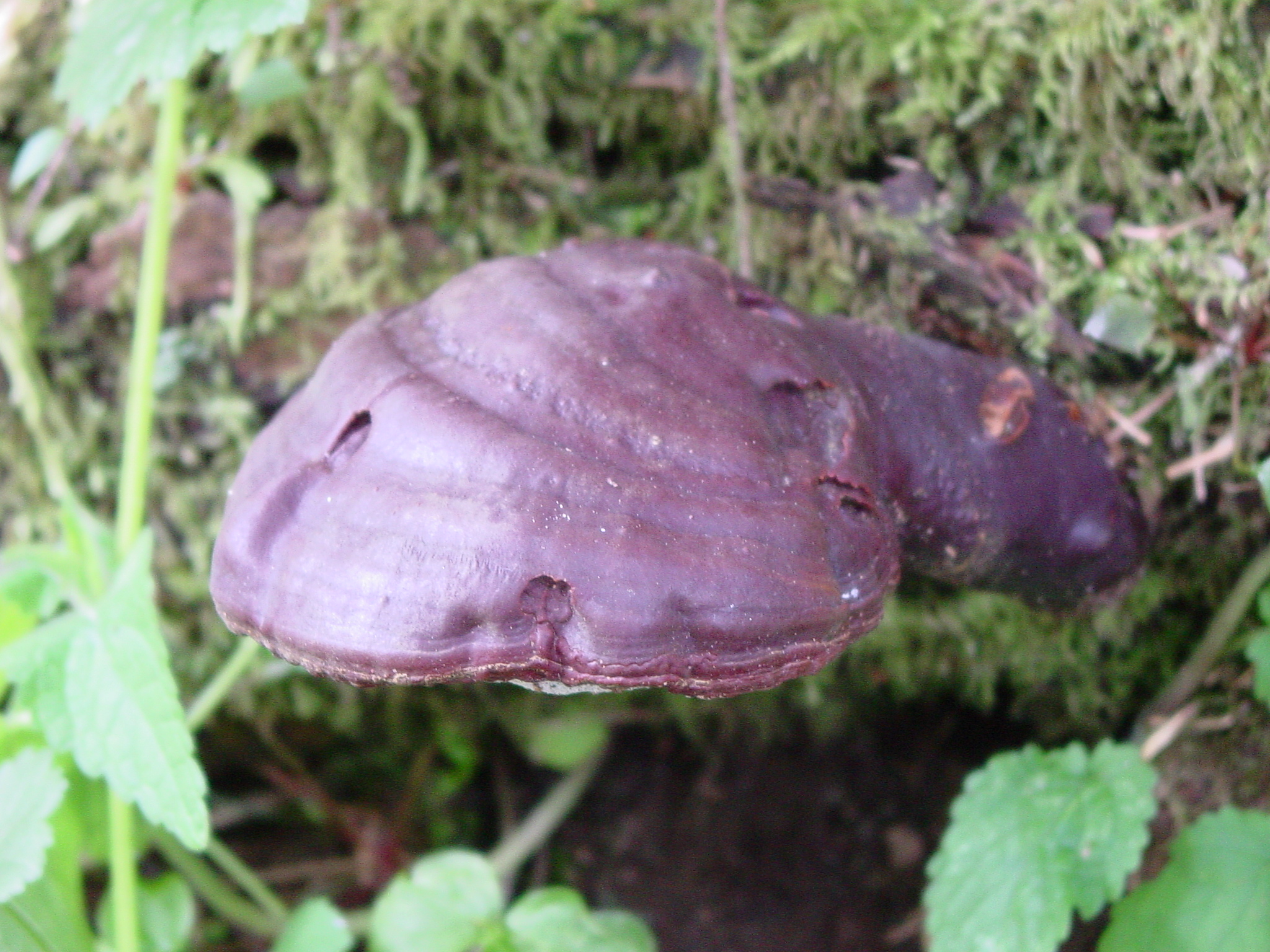